# Epicrates maurus maurus
La boa arcoíris colombiana (Epicrates maurus maurus) es la subespecies típica de las dos en que se divide la especie Epicrates maurus, del género Epicrates. Habita en regiones cálidas del sur de América Central y el noroeste de América del Sur. Esta boa terrestre se alimenta de pequeños mamíferos, complementando su dieta con algunas aves.

## Taxonomía
Esta subespecie fue descrita originalmente en el año 1849 por el zoólogo inglés John Edward Gray.
Localidad tipo"Venezuela" sin localización exacta. El holotipo es el ejemplar: NHM 1946.1.10.40. Al describirse E. m. colombianus se designó como su holotipo al ejemplar: MNHN 2000.4319, de «Colombia», sin localización exacta.

## Distribución geográfica
Esta subespecies se distribuye en regiones cálidas del sur de América Central y el noroeste de América del Sur, desde Nicaragua a través de Costa Rica, oeste Panamá, Colombia, hasta el noroeste de Venezuela (Mérida, Cojedes).

## Características y hábitos
Esta subespecie es denominada comúnmente boa arcoíris dado el resplandor multicolor que muestra su cuerpo cuando es exhibido a los rayos del sol.
Su longitud generalmente ronda los 2 m, en el caso de las hembras adultas. Es un animal nocturno de costumbres tímidas. Se alimenta especialmente de pequeños mamíferos; complementa su dieta con aves. Su reproducción es vivípara, habiendo también pruebas de partenogénesis en este taxón.   
Es cazada por su cuero, aunque mayormente se la mata por el temor que generan todas las serpientes, especialmente las grandes. Sufre por los desmontes de su hábitat natural, y la trasformación de su ecosistema en tierras de cultivo o para la ganadería intensiva.